# George Kuchar

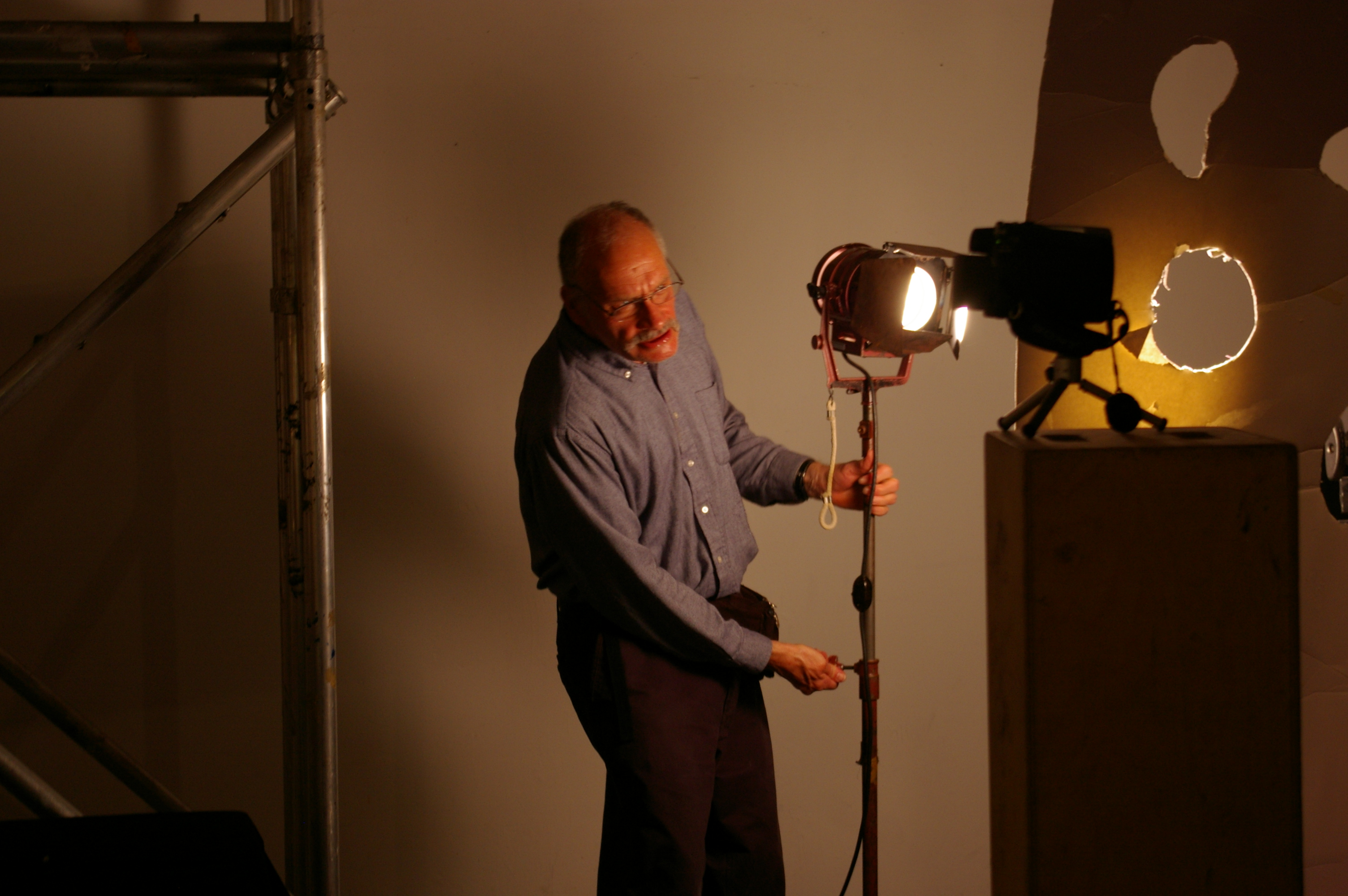
George Kuchar am Set seines Films Orphans of the Cosmos 2008

George Andrew Kuchar (* 31. August 1942 in Manhattan, New York; † 6. September 2011 in San Francisco, Kalifornien) war ein US-amerikanischer Filmregisseur.

## Leben
George Kuchar war bekannt für seine „Billig“-Ästhetik, seinen spielerischen Einsatz von untalentierten Darstellern und seine handlungslosen Handlungen und themenlosen Themen. Ausgebildet als Werbekünstler in einer Berufs-High-School, der „School Of Industrial Art“, zeichnete er Wetterkarten für lokale Nachrichtensendungen. Zu dieser Zeit drehte er zusammen mit seinem Zwillingsbruder Mike diverse 8-mm-Kurzfilme, die in der aufkommenden Underground-Filmszene zusammen mit Werken von Andy Warhol, Kenneth Anger und Stan Brakhage aufgeführt wurden. Nachdem er von einem Werbekunst-Job entlassen worden war, wurde Kuchar angeboten, an der Filmabteilung des San Francisco Art Institute zu unterrichten, was er seit 1971 machte. In San Francisco kam er mit Underground-Comics in Kontakt, die ihm von seinen Nachbarn Art Spiegelman und Bill Griffith nähergebracht wurden. Beide tauchten ebenfalls in seinen Filmen auf und George Kuchar wurde in ihren Publikationen erwähnt.
1977 drehte der Filmemacher Rosa von Praunheim eine Kurzfilmdokumentation namens Portrait George and Mike Kuchar über die Gebrüder Kuchar.
Gemeinsam verfassten die Brüder Kuchar ihre Memoiren mit dem Titel Reflections from a Cinematic Cesspool („Betrachtungen aus der Jauchegrube des Kinos“), in denen sie humorvoll von vier Jahrzehnten Filmemachen erzählen. Die Einleitung des Buchs stammt von Kultregisseur John Waters, der George Kuchar als seinen Lieblingsregisseur bezeichnet und maßgeblich von seinen Filmen beeinflusst wurde.
George Kuchar starb am 6. September 2011 im Alter von 69 Jahren.
George Kuchar hat über 200 Filme inszeniert (davon 15 zusammen mit Bruder Mike), viele davon Kurzfilme von Studenten in seinen Kursen am San Francisco Art Institute.

## Filmografie

### Kuchar-Brüder
- The Wet Destruction Of The Atlantic Empire (1954)
- Screwball (1957)
- The Naked And The Nude (1957)
- The Slasher (1958)
- The Thief And The Stripper (1959)
- A Tub Named Desire (1960)
- I Was A Teenage Rumpot (1960)
- Pussy On A Hot Tin Roof (1961)
- Born Of The Wind (1961)
- A Woman Distressed (1962)
- A Town Called Tempest (1962)
- Night Of The Bomb (1962)
- Lust For Ecstasy (1963)
- The Confessions Of Babette (1963)
- Tootsies In Autumn (1963)
- Anita Needs Me (1963)
- The Lovers Of Eternity (1963)

### George Kuchar
- Corruption Of The Damned (1965)
- Hold Me While I'm Naked (1966)
- Leisure (1966)
- Mosholu Holiday (1966)
- Color Me Shameless (1967)
- Eclipse Of The Sun Virgin (1967)
- The Lady From Sands Point (1967)
- Knocturne (1968)
- Unstrap Me (1968)
- House Of The White People (1968)
- Encyclopedia Of The Blessed (1968)
- The Mammal Palace (1969)
- Pagan Rhapsody (1970)
- Portrait Of Ramona (1971)
- The Sunshine Sisters (1972)
- The Devil's Cleavage (1973)
- Back To Nature (1976)
- A Reason To Live (1976)
- La Casa De Chorizo (1977)
- KY Kapers (1977)
- Wild Night In El Reno (1977)
- Forever And Always (1978)
- Mongreloid (1978)
- Blips (1979)
- Aqueerius (1980)
- The Nocturnal Immaculation (1980)
- Yolando (1980)
- Cattle Mutilations (1983)
- Mom (1983)
- Untitled Musical (1984)
- The X-People (1984)
- Ascension Of The Demonoids (1985)

Produziert am San Francisco Art Institute:
- Destination Damnation (1972)
- Carnal Bipeds (1973)
- I Married A Heathen (1974)
- The Desperate And The Deep (1975)
- I, An Actress (1977)
- The Asphalt Ribbon (1977)
- One Night A Week (1978)
- Prescrition [sic] In Blue (1978)
- The Power Of The Press (1979)
- Remember Tomorrow (1979)
- Symphony For A Sinner (1979)
- How To Chose [sic] A Wife (1980)
- The Woman And The Dress (1980)
- Ochokpug (1980)
- Boulevard Kishka (1981)
- The Oneers (1982)
- Ms. Hyde (1983)
- Club Vatican (1984)
- The Legend Of Thelma White (1985)
- Motel Capri (1986)
- La Noche D'Amour (1986)
- PRC Musical (1986)
- Insanitorium (1987)
- Summer Of No Return (1988)
- La Verbotene Voyage (1989)